# Together Again (utwór)
Together Again – piosenka amerykańskiego artysty country Bucka Owensa. W 1964 roku wydana została jako podwójny singel, który uplasował się na szczycie notowania Hot Country Songs.

## Covery
- Ray Charles wydał piosenkę w 1966 roku. Jego wersja uplasowała się na miejscu #19 Billboard Hot 100 oraz na #1 Hot Adult Contemporary Tracks.
- Emmylou Harris wydała utwór w 1975 roku na swoim albumie Elite Hotel.
- W 1983 roku piosenka nagrana w duecie przez Kenny’ego Rogersa i Dottie West uplasowała się na pozycji #19 Hot Country Songs.
- Elisabeth Andreassen wydała w 1981 roku „Together Again” na płycie Angel of the Morning.
- Dwight Yoakam nagrał utwór i wydał go w 2007 roku na swoim albumie poświęconym Buckowi Owensowi, Dwight Sings Buck.
- Mark Lanegan wydał piosenkę w 1999 roku na płycie I’ll Take Care of You.